# Julian Pölsler

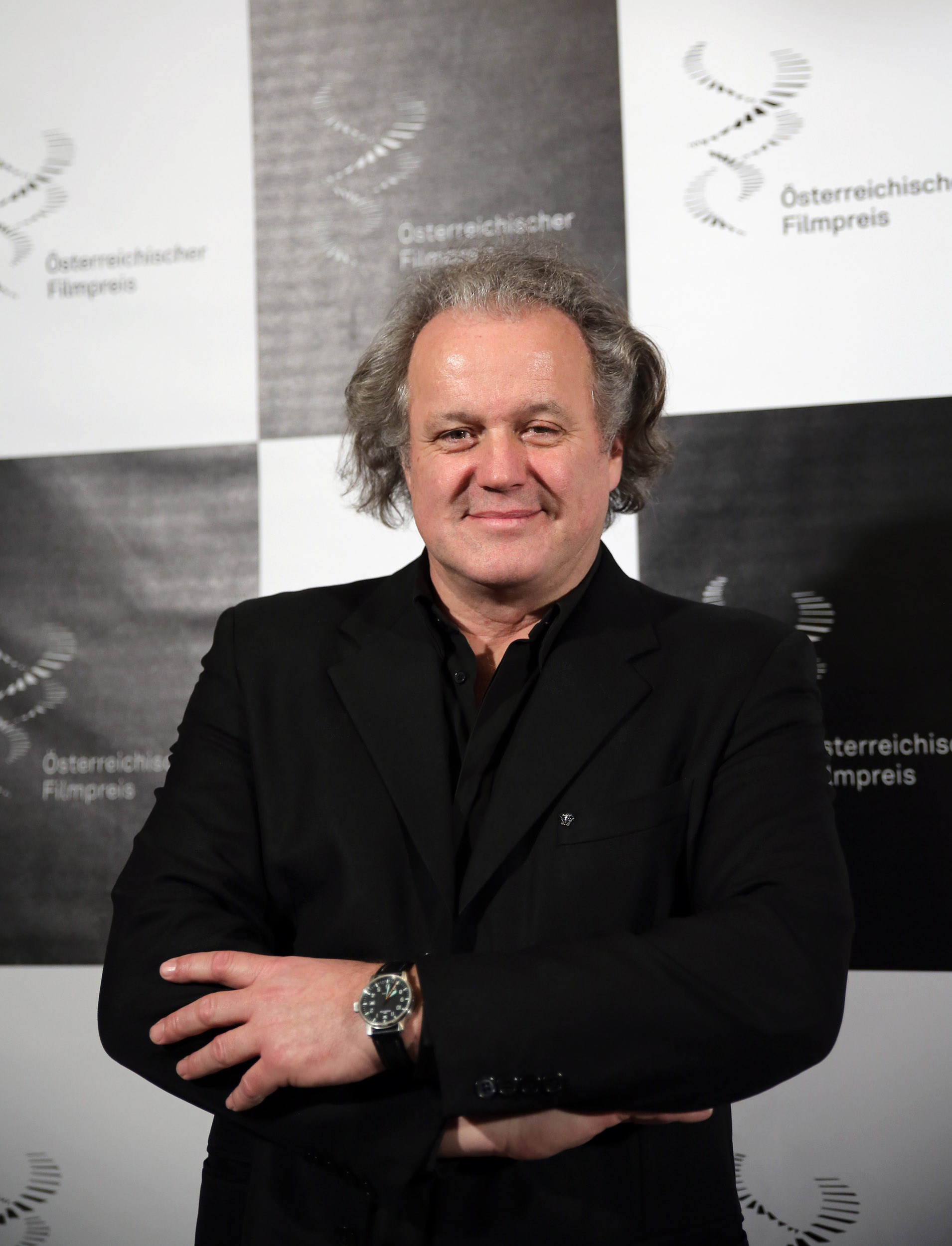
Julian Pölsler (Österreichischer Filmpreis 2013)

Julian Roman Pölsler (* 1954 am Kreuzberg im Paltental, Gemeinde Sankt Lorenzen im Paltental, Steiermark) ist ein österreichischer Drehbuchautor und Regisseur. 

## Leben
Zunächst studierte Pölsler an der Filmakademie Wien am Max-Reinhardt-Seminar und am Institut für kulturelles Management. Anschließend arbeitete er als Regieassistent bei Axel Corti. Seit 1982 dreht er eigene Fernsehfilme und begleitet Fernsehproduktionen (unter anderem für Unter unserem Himmel). 2006 trat er zum ersten Mal als Opernregisseur in Erscheinung.
An den Kammerspielen des Theaters in der Josefstadt inszenierte er 2023 das  Theaterstück Gott von Ferdinand von Schirach mit Raphael von Bargen als Anwalt und Robert Meyer als Bischof.
Heute lebt und arbeitet Julian Pölsler vor allem in Wien und in Berlin.

## Vorwürfe wegen Machtmissbrauchs
In der NDR-Dokumentation Gegen das Schweigen – Machtmissbrauch bei Theater und Film (Erstsendung: 11. März 2024, online abrufbar seit 27. Februar 2024) werden von betroffenen Schauspielerinnen und Schauspielern sowie von Zeugen teils heftige Vorwürfe gegen Pölslers als übergriffig empfundenes Verhalten bei Dreharbeiten erhoben. So habe „eine permanente Stimmung von Angst am Set“ bestanden, er habe bei Castings den Kopf von mehreren Schauspielerinnen ohne Notwendigkeit in seinen Schritt gedrückt, und er habe eine Bewerberin dazu gebracht, sich vor der Kamera auszuziehen, um ihr erst danach mitzuteilen, dass sie „ohnehin zu jung für die Rolle“ sei. Pölslers Anwalt habe die Anschuldigungen jedoch als „nicht nachvollziehbar und völlig neu“ zurückgewiesen. Pölsler räumte ein, dass er „am Drehort in manchen Situationen sicherlich in der Vergangenheit mitunter zu heftig, zu emotional und zu laut gegenüber manchen SchauspielerInnen und Teammitgliedern reagiert habe.“ Den Vorwurf sexueller Übergriffe wies er jedoch zurück.

## Filmografie

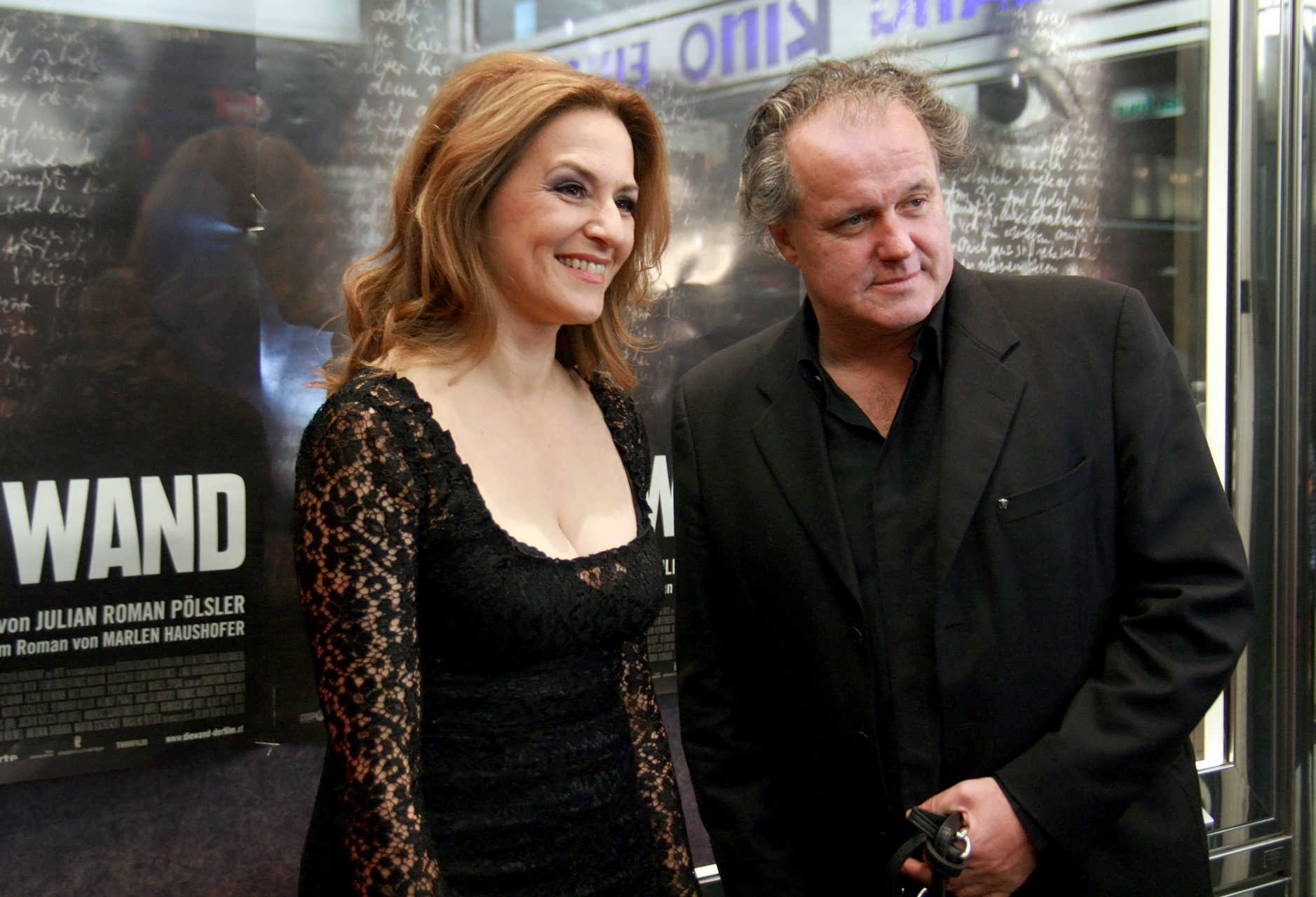
Julian Pölsler mit Martina Gedeck bei der Österreichpremiere von Die Wand (2012)

- 1990 Sehnsüchte oder Alles ist unheimlich leicht
- 1992 Der Unschuldsengel (Zweiteiler) und Tschau Tscharlie
- 1994 Auf immer und ewig
- 1995 Die Fernsehsaga – Eine steirische Fernsehgeschichte (Zweiteiler) (Musik von Hubert von Goisern)
- 1996 Die Kreuzfahrt
- 1997 München ruft
- 1999 Der Schandfleck (Zweiteiler)
- 2000 Zärtliche Sterne
- 2000–2018 Alfred Komareks „Inspektor Simon Polt“-Reihe mit Erwin Steinhauer:

- 2000 Polt muss weinen
- 2001 Blumen für Polt
- 2002 Himmel, Polt und Hölle
- 2003 Polterabend
- 2013 Polt
- 2018 Alt, aber Polt

- 2001 Sommer und Bolten: Gute Ärzte, keine Engel
- 2004 TRAD II, gemeinsam mit Hubert von Goisern
- 2004 Daniel Käfer – Die Villen der Frau Hürsch
- 2005 Daniel Käfer – Die Schattenuhr
- 2007 Bella Block: Falsche Liebe
- 2009 Geliebter Johann Geliebte Anna
- 2011 Die Wand
- 2013 Bella Block: Angeklagt
- 2017 Wir töten Stella
- 2020–2023 Der Altaussee-Krimi (Fernsehreihe)
  - 2020 Letzter Kirtag
  - 2021 Letzter Gipfel
  - 2022 Letzte Bootsfahrt
  - 2023 Letzter Saibling
  - 2024 Letzter Jodler

## Auszeichnungen

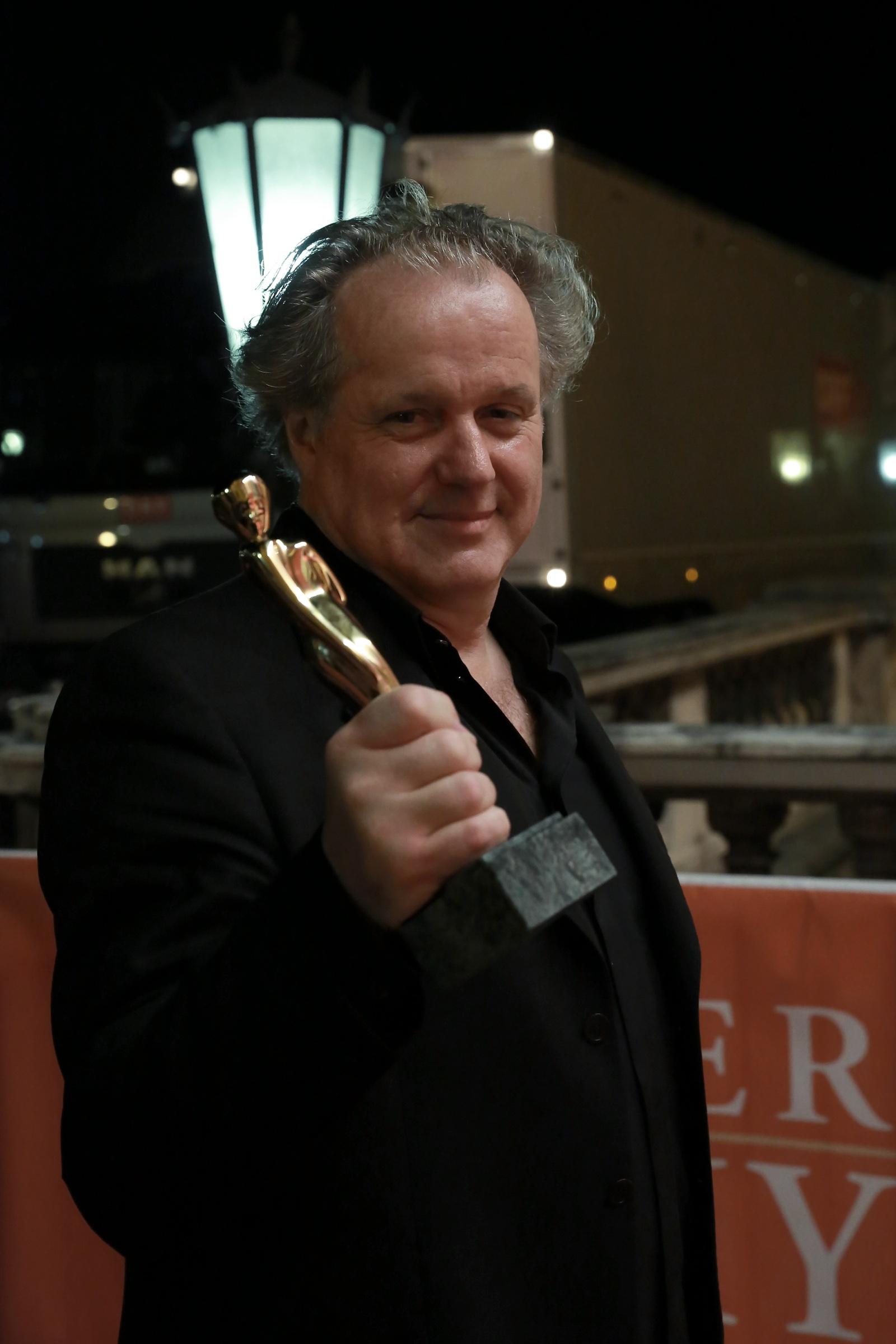
Julian Pölsler (Romy 2014)

- 1997 Erich-Neuberg-Preis für Die Fernsehsaga
- 2000 Bayerischer Fernsehpreis Blauer Panter für Der Schandfleck
- 2002 Goldene Romy zusammen mit Alfred Komarek und Erwin Steinhauer als bester Schauspieler für Inspektor Simon Polt
- 2010 Goldene Romy für Geliebter Johann Geliebte Anna
- 2012 62. Berlinale: Preis der Ökumenischen Jury für Die Wand
- 2013 Premio de la Audiencia al Mejor Largometraje Internacional del Festival Internacional de Cine de Monterrey für Die Wand
- 2014 Goldene Romy für Polt.